# Manitas de Plata
Manitas de Plata, nom amb què és conegut musicalment Ricard Baliardo (Seta, Occitània, 7 d'agost de 1921 – Montpeller, 5 de novembre de 2014), fou un cantant i guitarrista francès. D'origen gitano i catalanoparlant, ha sigut un dels màxims exponents del flamenc a França.

## Biografia
Ricard Baliardo, fill de Gustave Baliardo i d'Antoinette Farré, havia nascut en un carro a Seta el 1921, el mateix municipi i any que Georges Brassens. A causa dels seus cabells rossos, a la seva comunitat era conegut com a Blum (de Blonde, pronunciat a la catalana). Quan Ricard tenia sis anys el seu pare es va vendre el ruc per comprar-li una guitarra. De ben joves, Brassens i Baliardo van compartir la passió per la guitarra; el primer s'inclinà per la guitarra clàssica i Baliardo, per la flamenca. Vivien molt a prop, però la relació d'amistat no va néixer fins que es van fer famosos, cap als anys 1950. El jove Ricardo ben aviat va ser reconegut per les seves "mans de plata" a l'hora de tocar l'instrument. Amb el seu germà Hipòlit, el cosí Josep Reyes i amb el fill gran, Josep, Manero, Baliardo va formar el grup Los Baliardos.
Manitas de Plata va enregistrar el primer àlbum a la capella d'Arle. Tot i no saber llegir música, Baliardo va conquerir el món musical. El 1965 va tocar al Carnegie Hall de Nova York amb el seu cosí Josep Reyes. Aquí va començar una carrera fulgurant. El 1967 continuà enregistrant discos i recorrent el món sencer amb la seva família i sobretot del seu fill gran, Manero. Va tocar als EUA, a Alemanya, Itàlia, Nova Zelanda, Singapur, Anglaterra, Algèria... Va vendre 93 milions d'àlbums a tot el món, amb més de 83 discos diferents, cosa que li permeté de mantenir 80 persones.
Finalment, va morir a Montpeller després d'una llarga malaltia.

## Vida de família
Manitas de Plata era germà d'Hipòlit Baliardo, conegut com el rei de la rumba catalana a França. Tot i que oficialment Ricard va estar casat amb Antoinette Maille, se li reconeixen 11 infants i se li atribueix la paternitat d'una vintena. D'altra banda, era oncle de Bambo Baliardo, Nino Baliardo, Nanasso Baliardo, Bebé Baliardo i de Jean-Pierre Cargol -el Rei-, el nen que protagonitzà la pel·lícula de François Truffaut L'infant salvatge. També són família seva els membres del grup Gipsy Kings, el grup francès més internacional de tots els temps.

## Discografia
- lores de mi corazon, àlbum 1999, Troubadour Records
- Guitare et poésie flamenca, poemes dits en francès per Robert Etcheverry, àlbum 1968, CBS
- Aux Saintes-Maries-de-la-Mer, àlbum 1966, Philips 70-361
- Manitas de Plata et ses guitares gitanes, àlbum 1972, CBS 65020